# Тапаи
Tapai je tradicionalni fermentisani specijalitet koji je široko prisutan u mnogim delovima jugoistočne Azije, a naročito u Indoneziji. Iako se najčešće pravi od pirinča, kasava (manioka) ili drugog skroba, tapai se može pripremiti i od drugih vrsta žitarica, poput slatkog krompira, kukuruza ili trske. Ovaj specijalitet je obeležje mnogih lokalnih običaja i tradicija, a može se koristiti i kao desert, grickalica, a ponekad i kao alkoholno piće, u zavisnosti od tipa fermentacije.

## Poreklo i Značenje
Tapai ima duboke korene u tradicionalnoj ishrani jugoistočne Azije, iako se tačno poreklo ovog specijaliteta ne može precizno utvrditi. Veruje se da je tapai nastao kao način očuvanja hrane, jer proces fermentacije omogućava produženi rok trajanja namirnica, što je bilo od esencijalne važnosti pre nego što su se pojavile modernije tehnike konzerviranja. Takođe, fermentacija je omogućila obogaćivanje hrane korisnim probiotskim organizmima.
U indonežanskoj kulturi, tapai ima simboličko značenje, jer se često koristi u okviru različitih rituala i obreda, koji obeležavaju životne cikluse poput rođenja, braka i smrti. Osim što je hranljiv, tapai je često i sredstvo za povezivanje ljudi, jer je u mnogim zajednicama podela tapai-a tokom festivala i proslava način izražavanja solidarnosti i međusobnog poštovanja.
Tapai ima duboke korene u tradicionalnoj ishrani jugoistočne Azije, iako se tačno poreklo ovog specijaliteta ne može precizno utvrditi. Veruje se da je tapai nastao kao način očuvanja hrane, jer proces fermentacije omogućava produženi rok trajanja namirnica, što je bilo od esencijalne važnosti pre nego što su se pojavile modernije tehnike konzerviranja. Takođe, fermentacija je omogućila obogaćivanje hrane korisnim probiotskim organizmima.
U indonežanskoj kulturi, tapai ima simboličko značenje, jer se često koristi u okviru različitih rituala i obreda, koji obeležavaju životne cikluse poput rođenja, braka i smrti. Osim što je hranljiv, tapai je često i sredstvo za povezivanje ljudi, jer je u mnogim zajednicama podela tapai-a tokom festivala i proslava način izražavanja solidarnosti i međusobnog poštovanja.

## Varijante Tapai-a

### Tapai od Kasave (Tapai Ubi)
Najpoznatija varijanta tapai-a u Indoneziji je ona koja se pravi od kasava  (manioka), popularnog korena koji se koristi u mnogim jugoistočnoazijskim kuhinjama. Ovaj tapai se često pravi za posebne prilike i koristi se u formi grickalice ili deserta. Tapai od kasave može biti sladak ili blag, sa prijatnom teksturom koja se topi u ustima. U nekim delovima Indonezije, tapai od kasave se priprema i kao alkoholno piće, što je vrlo popularno u tradicionalnim zajednicama.

### Tapai od Pirinča (Tapai Beras)
Pored kasave, jedan od najčešćih sastojaka za tapai je pirinač. Ovaj tapai je obično blaži i mekši od onog sa kasavom. U zavisnosti od vremena fermentacije, tapai od pirinča može imati slatki, kiseli ili čak blago alkoholni ukus. U mnogim delovima Indonezije, tapai od pirinča se koristi kao prilog uz obrok, dok u drugim slučajevima služi kao desert.

### Tapai sa Alkoholom
Jedna od interesantnih varijanti tapai-a jeste tapai koji ima alkoholnu komponentu. Ova verzija tapai-a se često koristi u slavljima, festivalima i religijskim obredima, jer se veruje da alkohol u tapai-u ima sposobnost da "osveži" telo i um, te da doprinosi opuštanju i duhovnoj harmoniji. U takvim varijantama, tapai se može piti ili jesti kao piće koje ima umirujući efekat.

## Kulturna i Religijska Uloga
Tapai nije samo obična hrana u Indoneziji - on ima duboko ukorenjeno mesto u kulturi, obredima i festivalima. U mnogim indonežanskim zajednicama, tapai je prisutan na slavama, verovanjima i religijskim okupljanjima. Na Baliju, na primer, tapai je ključni element hinduističkih obreda, dok je u drugim regijama važan za budističke ili muslimanske rituale.

### Tapai u Obredima i Festivalima
- Obredi: U mnogim balinežanskim i drugim indonežanskim zajednicama, tapai je prisutan na obredima vezanim za proslavu života i smrti. U nekim slučajevima, tapai se koristi kao obrok za posmrtne obrede, dok se u drugim prilikama nudi kao deo velike proslave ili svečanosti.
- Festivali i Proslave: Tapai je nezamenjiv na mnogim festivalima, poput proslava plodnosti, berbi i religijskih praznika. Tokom tih proslava, ljudi okupljaju u velikim grupama i dele tapai kao znak zajedništva i solidarnosti.

## Zdravstveni Aspekti
Fermentacija koja se koristi za proizvodnju tapai-a daje ovom specijalitetu brojne zdravstvene prednosti. Tokom fermentacije, proizvod se obogaćuje probiotskim bakterijama, koje su korisne za probavni sistem. Tapai može pomoći u poboljšanju varenje hrane, kao i u ravnoteži crevne flore, što može doprineti boljoj apsorpciji hranljivih materija.
Takođe, zbog prirodnog procesa fermentacije, tapai je lakši za varenje od mnogih drugih starih žitarica, jer fermentacija razgrađuje složene ugljene hidrate u lakše probavljive oblike. U varijantama koje sadrže alkohol, tapai može imati i umirujući efekat, koji je cenjen u mnogim društvenim okupljanjima.

## Zaključak
Tapai je mnogo više od hrane u indonežanskoj tradiciji. To je kulturni simbol koji odražava zajedništvo, tradiciju, verovanja i svakodnevni život. Njegova fermentacija, bogatstvo ukusa i tekstura, kao i duboko ukorenjena uloga u obredima i proslavama, čine ga nezaobilaznim delom jugoistočne azijske kuhinje. Danas, tapai i dalje igra ključnu ulogu u očuvanju indonežanske kulturne baštine, dok se istovremeno i modernizuje u mnogim oblicima i varijantama.